# Íñigo López de Mendoza
 (juin 2025).
Si vous disposez d'ouvrages ou d'articles de référence ou si vous connaissez des sites web de qualité traitant du thème abordé ici, merci de compléter l'article en donnant les références utiles à sa vérifiabilité et en les liant à la section « Notes et références ».
Pour les articles homonymes, voir Inigo, Mendoza et Santillane.
Íñigo López de Mendoza y de la Vega, marquis de Santillana (1398–1458) est un poète castillan.

## Biographie
Né à Carrión de los Condes d'une famille noble, il est élevé à la cour du roi Alphonse V d'Aragon, dans une atmosphère qui goûte la poésie provençale et catalane, les troubadours comme Henri de Villena, les œuvres classiques de Virgile et celles plus modernes de Dante.
En 1412, il fait un riche mariage en épousant Catalina Suárez de Figueroa et devient l'un des hommes des plus puissants de son temps. Il se désintéresse néanmoins de la politique et reste fidèle à Jean II d'Aragon qui le récompense en le faisant marquis de Santillane. À la mort de son épouse, il se retire dans son palais de Guadalajara où il passe le reste de sa vie dans l'étude et la contemplation.

## Descendance
- Diego Hurtado de Mendoza y Suárez de Figueroa, I duc de l'Infantado.
- Pedro Lasso de Mendoza.
- Íñigo López de Mendoza y Figueroa, comte de Tendilla.
- Mencía de Mendoza, épouse du comte Haro.
- Lorenzo Suárez de Mendoza y Figueroa, comte de la Coruña.
- le cardinal Pedro González de Mendoza.
- Juan Hurtado de Mendoza.
- María de Mendoza, épouse du comte de los Molares.
- Leonor de la Vega y Mendoza, épouse du comte de Medinaceli.
- Pedro Hurtado de Mendoza.

## Œuvre
Son œuvre est pleine de son admiration pour Dante Alighieri et pour l'humanisme de Pétrarque et de Boccace. Son œuvre majeure de l'école italianisante, appelée aussi « allegorico-dantesque », est la Comedieta de Ponza sur la bataille navale du même nom.
Il est également admirateur du poète catalan Ausiàs March, qu'il considérait comme un excellent troubadour, doté d'un bel esprit.
Il est aussi connu pour ses serranillas, courts poèmes mettant en scène un chevalier et une paysanne, à l'imitation des pastourelles françaises. Il est le premier à avoir composé des sonnets en castillan.